# 晚期現代主義
在视觉艺术中，晚期現代主義（英語：late modernism）涵盖了第二次世界大战后迄今新创作的全部艺术作品。该术语经常指晚期现代主义与后现代主义之间的相似之处，尽管二者存在差异。自1950年代以来，艺术的主要关键词是當代藝術。并非所有被称为当代艺术的艺术都是现代主义的或后现代的，这一广义的术语涵盖了继续从事现代和晚期现代主义传统的艺术家，以及因后现代主义或其他原因而拒绝现代主义的艺术家。亚瑟·丹托在《艺术的终结之后》中明确指出，当代性（contemporaneity）是广义的术语，后现代作品代表了取代现代性和现代主义的当代运动的一个分支，而其他著名评论家：希尔顿·克莱默、罗伯特·C·摩根、柯克·瓦恩多、让-弗朗索瓦·利奥塔等人认为，后现代作品充其量只是相对于现代主义作品而言。
这个涵盖“晚期现代主义”和“后现代艺术”的术语用来表示可认为属于现代艺术最终阶段的事物，可以是現代主義末期的艺术或当代艺术的某些趋势。
有些人反对区分现代和后现代时期。并非所有评论家都认为所谓的现代主义这一阶段已经结束或接近尾声。“所有现代主义之后的艺术都是后现代的”的说法也并非定论。当代艺术是一个广泛用于表示约1960年以来的作品的术语，尽管该词也有许多其他用法。后现代艺术也没有与现代主义普遍分离，许多评论家将其视为现代艺术的另一个阶段或晚期現代主義的另一种形式。
如同后现代一词的所有用法有其批评者，但是在这一点上，批评者占少数。这并不是说“后现代主义”的艺术阶段被接受，仅仅是说需要一个术语来描述抽象表現主義达到顶峰之后的艺术运动。然而，尽管变革的概念已经达成共识，而且是后现代主义变革还是现代主义后期还无法确定，但共识是艺术观念的深刻变化已经发生，并且新时代至少从1960年代起就已出现在世界舞台上。
在文学中，晚期现代主义一词是指第二次世界大战后创作的文学作品。但是，对现代晚期文学有几种不同的定义。最常见的是指1930年至1939年或1945年之间出版的作品。但是，也有现代主义者，例如1945年后写作的巴兹尔·邦廷（1900-85）和T·S·艾略特（1888-1965），以及1989年去世、被称为“晚期现代主义者”的萨缪尔·贝克特。艾略特（Eliot）在1950年代发表了两部戏剧，邦廷（Bunting）的现代主义长诗《Briggflatts》于1965年出版。诗人查尔斯·奥尔森（1910-1970）和蒲龄恩（1936-）是20世纪下半叶的著名作家，被誉为晚期现代主义者。更深入的问题是，晚期现代主义文学是否与1930年之前创作的现代主义作品有重要差异。令人困惑的是，最近，至少有一位评论家重新定义了“晚期现代主义”，以之指代1945年而非1930年以后创作的作品。该用法背后的观念是，第二次世界大战的事件，特别是猶太人大屠殺和原子弹的投放，极大地改变了现代主义的意识形态。

## 与后现代主义的差异
晚期现代主义用于描述既源于，又排斥現代主義潮流的运动，并拒绝现代主义的某些方面，同时充分发展了现代主义事业的概念潜能。在某些描述中，后现代主义作为艺术的一个时期已经完成，而在另一些描述中，它是當代藝術中一个仍在持续的运动。艺术中，现代主义常被引用的特性通常是形式上的纯正、媒介特异性、为艺术而艺术、艺术的真实性的可能性、艺术中普遍真理的重要性甚至是可能性，以及前卫派和原创性的重要性。最后一点在艺术界争议颇多，许多机构认为，有远见、前瞻、前沿和进取对当前的艺术使命至关重要，因此，后现代代表着“我们时代的艺术”价值的矛盾。
一种简练定义是，后现代主义拒绝现代主义对艺术指导的宏大敘事，并消除高低等艺术形式之间的界限，通过碰撞、拼贴和碎片化来破坏流派及其传统。后现代艺术被认为是相信所有立场都不稳定、不真诚，因此讽刺、模仿和幽默是仅存的不能被批评或日后的事件所推翻的立场。
这些特征中有许多存在于现代艺术运动中，尤其是拒绝高低级艺术形式之间的分离。然而，这些特征被视作后现代艺术的基础，而不仅是某一个角度所呈现的。但是，作为艺术运动，后现代主义与现代主义之间最重要的区别之一是现代主义的根本上的进步立场，即新作品更“具有前瞻性”和先进性，而后现代主义运动则普遍拒绝艺术本身可以进步这种观念，因此推翻“前衛神话”必须是艺术的计划之一。这与后结构主义哲学家所说的“元叙事”的否定有关。
罗莎琳·克劳斯是最早宣告前衛主義已經结束、新藝術時代將處在後自由和後進步常態這一觀點的人之一。一个例子是罗伯特·休斯在《新艺术的震撼》（The Shock of the New）中的已经成为过去的将来一章中解释了这种观点： 
这种新的学术现象始于何时？先锋艺术之初，其神话相信艺术家应该是一个先行者。重大的作品应该为将来做铺垫。对先锋的崇拜，由于风景中塞满了荒唐先知的宣称而告终。1800年之前，文化先锋的思想是不可想象的。这个思想由于自由主义的崛起而被推动。当赞助要由宗教或世俗法庭的趣味来决定时，“颠覆”的创新行为，是不会受人尊重，也不会被视为艺术质量标志的。而且当时也没人崇拜艺术家的自主权，这个自主权要等到浪漫主义时期才会到来。——罗伯特·休斯，《新艺术的震撼》
 与后现代一词的所有用法一样，对其用法也有批评。例如，柯克·瓦内多指出，所谓的后现代主义并不存在，而现代主义的可能性尚未穷尽。这些批评家目前占少数。
希尔顿·克莱默将后现代主义描述为“现代主义在其拴绳尽头的创造”。在詹明信的分析中，让-弗朗索瓦·利奥塔并不认为存在与极端现代主义时期有着根本的不同的后现代阶段；相反，后现代对这种或那种极端现代主义风格的不满正是极端现代主义实验的一部分，它催生了新的现代主义。

## 现代艺术中的激进运动
第一次世界大战期间，特别是在战后，出现了激进的现代主义、现代艺术运动和一些激进趋势，这些激进趋势被认为具有影响力，并且有可能是晚期现代主义和后现代主义的先驱。随着工业制品在艺术品中得到使用，诸如立体主义、达达主义和超现实主义等运动，以及拼貼畫等技艺和电影等艺术形式，以及复制作为艺术品创作手法兴起。現代主義的巴勃羅·畢卡索和反叛的馬塞爾·杜尚都用拾得艺术品创作了重要而有影响力的作品。

### 先例：野兽派、立体主义、达达主义、超现实主义
在20世纪初期，继亨利·马蒂斯和安德烈·德兰作为野兽派画家、巴勃羅·畢卡索和喬治·布拉克的重大创新以及立体主义在全世界的成功以及先锋派的鼓舞之后，馬塞爾·杜尚将小便池作为雕塑展出。他的目的是让人们将小便池当成艺术品看，因为他声称这是艺术品。他称自己的作品为“现成品”（Readymades）。《喷泉》是一个签了化名“R. Mutt”的小便器，在1917年震惊了艺术界。此作品和杜尚的其他作品常被贴上“达达”的标签。
达达主义与超现实主义、未来主义和抽象表現主義都被视为现代主义的挑战既定风格和形式的倾向的一部分。从年代的角度来看，达达主义固然位于现代主义之内，但是，许多评论家认为它是对后现代主义的预见，而另一些人，例如伊哈布·哈桑和史蒂文·康纳，则认为它可能是现代主义与后现代主义之间的转换点。
野兽派和亨利·马蒂斯成为了抽象表現主義和色域绘画的重要影响者，是晚期现代主义的重要里程碑。《舞蹈》通常被认为是“马蒂斯生涯和现代绘画发展的关键点”。凭借其广阔的蓝色、简洁的设计和对纯净感的强调，这幅画对在纽约現代藝術博物館观看过这幅画的美国艺术家产生了巨大影响。

### 高级艺术和文化
将现代主义定义为运动的燃点是战后艺术家和时尚引领者彻底排斥对流行文化，并斥之为媚俗，最主要的是克莱门特·格林伯格和他1939年首次出版于《党派评论》的文章中《前卫与媚俗》。在1940年代和1950年代期间，格林伯格被证明是一位善于表达和强有力的艺术评论家。特别是他关于美国抽象表现主义和20世纪欧洲现代主义的著作有说服力地提出了高级艺术和文化论证。1961年，克莱门特·格林伯格极具影响力的论文集《艺术与文化》首次出版。格林伯格最初被认为是形式主义艺术评论家，他的许多最重要的论文对于理解现代艺术史，以及现代主义和后现代主义历史都至关重要。

### 杰克逊·波洛克：抽象表现主义
1940年代后期，杰克逊·波洛克激进的绘画方法彻底改变了他之后的整个當代藝術的潜力。某种程度上，波洛克意识到创作艺术品的过程与艺术品本身一样重要。就像巴勃羅·畢卡索通过立体主义和人工雕塑，在世纪之交创造性地重新发现绘画和雕塑那样，波洛克重新定义了世纪中叶艺术的创作方式。波尔洛克的做法（摆脱了画架上绘画和传统）对他当时及以后的艺术家都是一个解放的信号。艺术家意识到杰克逊·波洛克的创作过程——在地上作业、在未拉伸的画布上从四边作画、使用艺术材料、工业材料、图像、非图像、挥洒上了漆的线、滴画、素描、着色、刷涂，在根本上令艺术创作突破了先前的任何界限。抽象表現主義从整体上扩展了其定义和艺术家创作作品的可能性。某种意义上，杰克逊·波洛克、威廉·德·库宁、弗朗兹·克莱恩、马克·罗斯科、菲利普·加斯顿、汉斯·霍夫曼、克莱福特·斯蒂尔、巴尼特·纽曼、阿德·赖因哈特等人的创新为随后所有艺术的多样性和视野打开了闸门。

### 新达达、拼贴和组合
与抽象表現主義相关的是组合的制成品的出现，这些制成品是用艺术材料制成的，摆脱了以前的绘画和雕塑常规。羅伯特·勞森伯格的作品就是这种艺术趋势的例证，他在1950年代的“组合”是波普藝術和裝置藝術的先驱，他还利用大型实物的组合，包括毛绒动物玩具、鸟类和商业摄影。
里奥·斯坦伯格在1969年使用“后现代主义”一词来描述劳森伯格的“平板式”图画平面，其中包含了一系列与前现代主义和现代主义的绘画领域不相容的文化图像和人工制品。克雷格·欧文斯更进一步，认为劳森伯格著作的重要性并非如斯坦伯格所言的代表了“从自然到文化的转变”，而是证明了接受其对立面是不可能的。
斯蒂文·贝斯特和道格拉斯·凯尔纳认为劳森伯格和賈斯培·瓊斯是现代主义和后现代主义之间过渡阶段的一部分，这一阶段受到了馬塞爾·杜尚的影响。两者都在作品中使用普通物体的图像或物体本身，同时保留了高度现代主义的抽象和绘画姿态。

### 1960年代和1970年代的抽象绘画和雕塑

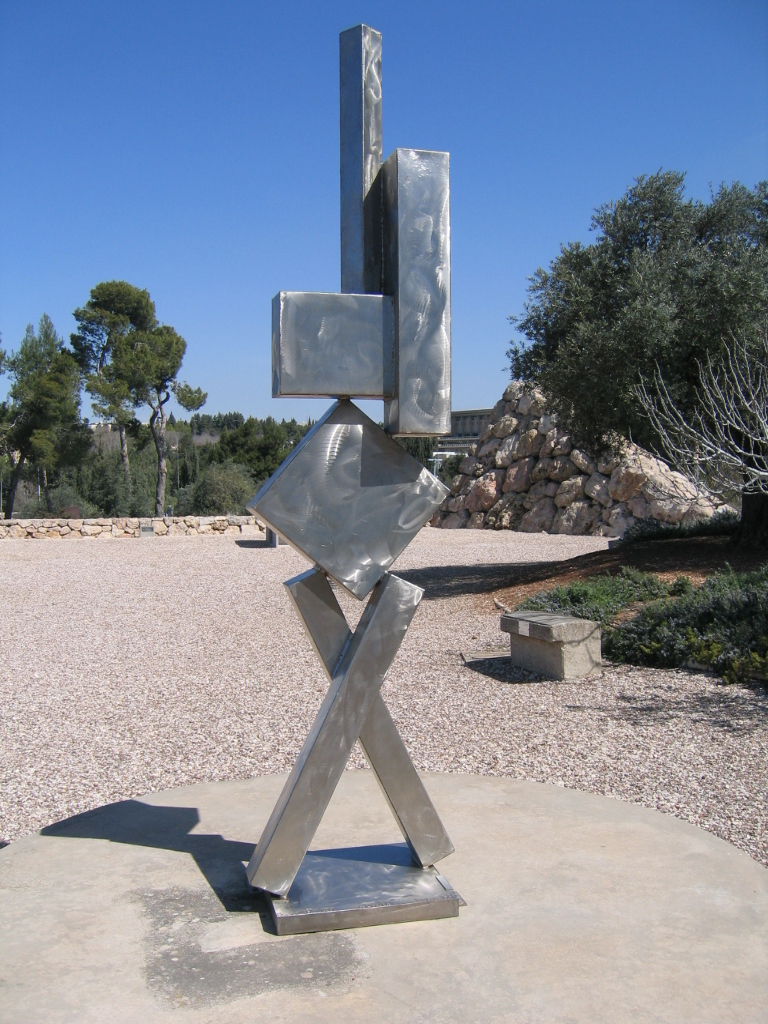
大卫·史密斯 (雕塑家)，《CUBI VI》，1963

在1950年代和1960年代的抽象绘画和雕塑中，几何抽象成为许多雕塑家和画家作品的重要方向。在绘画色域绘画中，極簡主義、硬边绘画和抒情抽象构成了崭新的方向。
1960年代，一些艺术家的作品以抽象画作和雕塑为特征，包括：海伦·弗兰肯沙勒、莫里斯·路易斯、弗兰克·斯特拉、埃尔斯沃斯·凯利、理查德·迪本科恩、大衛·史密斯、安东尼·卡洛、马克·迪·苏维罗、吉恩·戴维斯、肯尼斯·诺兰、朱尔斯·奥列斯基、艾萨克·威特金、安妮·特鲁伊特、肯尼斯·斯内尔森、阿尔·赫尔德、罗纳德·戴维斯、霍华德·霍奇金、拉里·彭斯、布莱斯·马尔顿、罗伯特·曼戈尔德、瓦尔特·达秘·班纳德、达恩·克里斯坦森、拉里·佐克斯，罗尼·兰德菲尔德、查尔斯·欣曼、萨姆·吉列姆、彼得·雷吉纳托。抒情抽象与色域绘画和抽象表現主義有相似之处，尤其是在自由使用油漆方面——纹理和表面。直接绘画、线条的书法运用、刷涂、喷溅、染色、刮涂、倾倒和泼漆的效果表面上类似于抽象表现主义和色域绘画中的效果，但其风格明显不同。将其与1940年代和1950年代的抽象表现主义和行动绘画区分开的是构图和戏剧性的方法。正如在行动绘画中所看到的，重点是笔触、高构图戏剧性、动态构图张力。抒情抽象中，存在一种构图随机感、整体构图、低调而轻松的构图戏剧性，并强调过程、重复和整体感性。
1960年代和1970年代期间，继续创作着重要而有影响力的画作的艺术家有罗伯特·马瑟韦尔、阿道夫·戈特利布、菲利普·加斯顿、李·克拉斯纳、塞·托姆布雷、羅伯特·勞森伯格、賈斯培·瓊斯、理查德·迪本科恩、约瑟夫·亚伯斯、埃尔默·比肖夫、艾格尼丝·马丁、阿尔·赫尔德、萨姆·弗朗西斯、埃尔斯沃斯·凯利、莫里斯·路易斯、海伦·弗兰肯特尔、吉恩·戴维斯、弗兰克·斯特拉、肯尼斯·诺兰， 琼·米切尔，弗里德尔·祖巴斯等具有影响力的艺术家，还有更多年轻艺术家，如布莱斯·马尔顿、布莱斯·马尔顿、萨姆·吉列姆、约翰·霍伊兰德、肖恩·斯库利、伊丽莎白·默里、拉里·彭斯、瓦尔特·达秘·班纳德、拉里·佐克斯、罗尼·兰德菲尔德、罗纳德·戴维斯、达恩·克里斯坦森、琼·斯奈德、罗斯·布莱克纳、阿奇·兰德、Richard Saba、苏珊·克里尔、米诺·阿根托等人。

### 极简主义和后极简主义
到1960年代初期， 極簡主義成为一种新兴的抽象的艺术运动（起源于几何抽象，经马列维奇、包豪斯和皮特·蒙德里安传播）。极简主义的先驱者包括弗兰克·斯特拉、拉里·贝尔、阿德·赖因哈特、艾格尼丝·马丁、巴尼特·纽曼、唐纳德·贾德、托尼·史密斯、卡尔·安德烈、罗伯特·史密森、索爾·勒維特、丹·弗莱文、罗伯特·曼戈尔德、罗伯特·莫里斯和罗纳德·布莱登等。这些艺术家还常使用异形画布，如理查德·塔特尔1967年的八边形《红色画布》。极简主义艺术拒绝关系艺术和主观艺术绘画的观念、抽象表現主義表面的复杂性，以及在行动绘画领域中存在的情感化的时代精神和论战。极简主义认为，极度的简化可以捕捉艺术中所有崇高的表现形式。绘画和雕塑中的极简主义与画家弗兰克·斯特拉等画家相联系，与其他领域相反，是一种晚期的现代主义运动，根据语境的不同，可以将其视为后现代运动的先驱。
在其论文《极简主义的核心》（The Crux of Minimalism）中，哈尔·福斯特考察了唐纳德·贾德和罗伯特·莫里斯在他们对极简主义的定义中承认并超越格林伯格现代主义的程度。他认为，极简主义不是现代主义的“死胡同”，而是“向后现代实践的范式转变，这种实践今天仍在继续发展。”
1960年代后期，罗伯特·平卡斯-维滕创造了“后极简主义”一词，用以描述极简主义派生的艺术，它具有极简主义所拒绝的内容和语境色彩。该词被用于伊娃·海瑟、基斯·索尼尔、里查·塞拉的作品以及前极简主义者罗伯特·史密森、罗伯特·莫里斯、索爾·勒維特和巴里·勒·瓦等人。
罗莎琳·克劳斯认为，到1968年，莫里斯、勒维特、史密森和塞拉等艺术家“已经进入了一种其逻辑条件不能再描述为现代主义者的情况”。雕塑的范畴扩展到包括大地艺术和建筑，“导致了向后现代主义的转变”。
唐纳德·贾德、丹·弗莱文、卡尔·安德烈、艾格尼丝·马丁、约翰·麦克拉肯等极简主义者在其余下的职业生涯中继续创作晚期現代主义绘画和雕塑。

### 过程艺术
到了1960年代后期，过程艺术作为一种革命性的概念和运动出现了，它运用了抒情抽象和后极简主义运动以及早期的觀念藝術，涵盖了绘画和雕塑。伊娃·海瑟、罗伯特·史密森、沃尔特·德·玛利亚、基斯·索尼尔、理查·塞拉、南锡·格雷夫斯、雅尼斯·库奈里斯、布鲁斯·南蒙、理查德·塔特尔、梅尔·波切内尔、汉娜·威尔克、林达·本格利斯、罗伯特·莫里斯、索尔·勒维特、巴里·勒·瓦、迈克尔·海泽、劳伦斯·韦纳、约瑟夫·科苏斯和艾伦·萨雷特是1960年代出现的一些工艺艺术家。受波洛克启发的过程艺术使艺术家能够尝试和使用各种风格、内容、材料、布置、时间感、比例、大小、虚构及真实空间。

### 波普艺术
劳伦斯·阿洛威使用“波普藝術”（pop art，字面意思为“流行艺术”）一词来描述那些赞颂二战后的消費主義的绘画。这一运动拒绝抽象表現主義，而将注意力集中在诠释学和心理内部上，更偏好描绘并往往赞颂大规模生产时代的物质消费文化、广告和肖像画的艺术。大卫·霍克尼的早期作品以及理查德·哈密尔顿、约翰·麦克海尔和爱德华多·包洛奇的作品被视作该运动的开创性案例。后来美国的例子有安迪·沃荷和罗伊·利希滕斯坦的大部分职业生涯，以及他对商业复制中使用的Benday dots的运用。叛逆的达达主义者杜尚的激进作品（带有一些幽默感）以及克拉斯·歐登伯格、安迪·沃荷、罗伊·利希滕斯坦等流行歌手之间有着明显的联系。
总的来说，波普艺术和極簡主義作为现代主义运动发端。1970年代初期的范式转变以及形式主义和反形式主义之间的哲学分歧，使这些运动被一些人视为先驱，或到后现代艺术的过渡。被认为对后现代艺术产生深远影响的现代主义运动还有觀念藝術、达达主义和超现实主义，以及一些技术的应用，例如装配、蒙太奇、拼貼畫、拼裝等以记录或复制为艺术品基础的艺术形式的技术的运用。
关于波普艺术是晚期现代主义运动还是后现代主义运动，人们看法不一。托马斯·麦克维力同意戴夫·希基的观点，认为“尽管后现代主义在视觉艺术中占主导地位大约花了二十年的时间”，视觉艺术中的后现代主义始于1962年的波普艺术首次展览。詹明信也认为波普艺术是后现代的。
波普艺术属于后现代的一个理由是其打破了安德里亞斯.胡伊森所说的高级艺术与大众文化之间的“大鸿沟”。后现代主义源于“一个世代对高级现代主义的绝对确定性的拒绝”。尽管假定現代主義仅代表“高级艺术”，以及假定“高级”艺术的构成在某种意义上是确定的，是对现代主义的重大误解。

### 行为艺术与偶发艺术
1950年代末和1960年代末期，各类艺术家开始推动當代藝術的扩展。法国的伊夫·克莱因和美国纽约的卡罗里·施妮曼、草間彌生、夏洛特·摩尔曼和小野洋子都是基于表演的艺术作品的先驱。像朱利安·贝克和朱迪丝·马利纳的“The Living Theater”等团体与雕塑家和画家合作，创造了从根本上改变观众和表演者之间关系的环境，尤其是在他们的作品《Paradise Now》中。位于纽约的耶德逊纪念教堂的耶德逊舞蹈剧院（Judson Dance Theater）和耶德逊舞者，特别是Yvonne Rainer、Trisha Brown、Elaine Summers、Sally Gross、Simonne Forti、Deborah Hay、Lucinda Childs、Steve Paxton等人与罗伯特·莫里斯、罗伯特·惠特曼、約翰·凱吉、羅伯特·勞森伯格等艺术家，以及比利·克鲁弗等工程师合作。其表演通常被设计为新的艺术形式的创造，将雕塑、舞蹈、音乐或声音结合在一起，并经常包含观众参与。这些作品的特点是極簡主義的还原性哲学、自发的即兴创作和抽象表現主義的表现力。
同一时期（1950年代后期到1960年代中期），各种前衛艺术家创作了Happenings。Happenings是艺术家及其的亲友进行的神秘且往往自发、无脚本的聚会，通常包含荒谬言论、体育锻炼、服装、自然裸露以及各种随机和看似脱节的行为。艾倫·卡普羅、克拉斯·歐登伯格、吉姆·戴恩、雷德·格鲁姆斯和罗伯特·惠特曼等都是Happenings的著名创作者。

### 激浪派
激浪派由生于立陶宛的美国艺术家乔治·马修纳斯（1931-78）于1962年命名并松散地组织。激浪派的历史可以追溯到約翰·凱吉1957年至1959年在纽约社会研究新学院开设的实验作曲（Experimental Composition）课。他的许多学生都是其他媒体的艺术家，几乎没有音乐背景。凯吉的学生包括激浪派的创始成员杰克逊·马克·洛、埃·汉森、喬治·布萊希特和迪克·希金斯。
激浪派鼓励DIY美学，喜欢简单而非复杂。与之前的达达主义一样，激浪派包含了强烈的反商业主义和反艺术情绪，贬低市场导向的艺术世界，而提倡以艺术家为中心的创作实践。激浪派的艺术家喜欢使用手头的任何材料，创作自己的作品或同事合作。
安德里亚斯·胡塞恩批评将激浪派称作后现代主义的企图，认为这“要么是后现代主义的大师密码（master-code，被认为是现代主义的一个特征），要么是最终无法代表的艺术运动——事实上，是后现代主义的崇高”。他认为激浪派是前卫传统中的一种重要的新达达主义现象。尽管它确实反对了“1950年代的管理文化，这种文化中温和、驯化的现代主义充当了冷战的意识形态支撑”，但这并不代表艺术策略发展的重大进步。

### 高级和低级
为了回应克莱门特·格林伯格在1990年提出的《前卫与媚俗》，柯克·瓦尔纳多和亚当·戈普尼德在纽约現代藝術博物館策划了“高与低：现代艺术与大众文化”展览。该展览试图阐明艺术家和高级文化吸收借鉴流行文化的程度。尽管在当时遭到了普遍批判，被认为只能强行将道格拉斯·克林普和希尔顿·克莱默摆在一起，该展览在今日仍被视为晚期现代主义和后现代主义之间冲突的基准。

## 与后现代艺术有关的运动

### 觀念藝術
觀念藝術在1960年代后期成为当代艺术的重要发展，它对现状的批判颇具影响力。晚期现代主义在1960年代后期兴衰，而对一些人而言，观念艺术彻底脱离了现代主义。有时它被贴上后现代的标签，因为它明确地参与了对构成艺术品的“艺术”的解构。由于概念艺术通常被设计用来对抗、冒犯或攻击许多观看它的人们持有的观念，因此被认为极具争议。杜尚可以被视为概念艺术的先驱。因为《喷泉》被展出，它就是一个雕塑。马塞尔·杜尚抛弃了“艺术”而选择了國際象棋。前卫作曲家大卫·都铎与洛厄尔·克罗斯（Lowell Cross）共同创作了一部作品，《重逢》（Reunion，1968），描写了一个国际象棋比赛，每次动作都会触发灯光效果或投影。在首映式上，約翰·凱吉和馬塞爾·杜尚进行了这场比赛。其他一些著名的例子有約翰·凱吉的《4分33秒》——持续4分33秒的无声，还有劳森伯格（Rauschenberg）的《Erased De Kooning Drawing》。许多观念性作品的立场是，艺术是因观看者视对象或表演为艺术而被创造的，而不是从作品本身的内在品质来决定的。

### 裝置藝術
一直被描述为“后现代”的一系列重要艺术运动中涉及了裝置藝術和概念性制品的创造。其例子包括珍妮·霍尔泽设计的使用艺术手段传达特定信息的标志，例如《Protect Me From What I Want》。装置艺术对于确定当代艺术博物馆的空间非常重要，它需要能够容纳由大量制成品和拾得艺术品组成的大型作品。这些装置和拼贴通常带电，并带有活动部件和灯。
这些作品通常旨在创造环境效果，例如克劳德夫妇的《铁幕》（Iron Curtain）：一排旨在形成交通堵塞的桶。

### 跨媒体和多媒体
与后现代一词相关的另一种艺术发展趋势是多种不同的媒体的共同使用。跨媒体一词由迪克·希金斯创造，用来表示类似激浪派、具象詩、拾得艺术品、行为艺术和电脑艺术等的新艺术形式。希金斯是Something Else Press的出版人、具象詩诗人，娶了艺术家艾莉森·诺尔斯和馬塞爾·杜尚的一名崇拜者。伊哈布·哈桑在他的后现代艺术特征清单中包括了“跨媒体，形式的融合，领域的困惑”。“多媒体艺术”最常见的形式之一是使用录像带和CRT监视器，称为影像艺术。虽然将多种艺术结合为一种艺术的理论已经很老，并且不时复兴，但后现代的表现形式通常与行为艺术结合，后者去除了戏剧性的潜台词，剩下的是艺术家的具体陈述或其行为的概念性陈述。

### 挪用艺术和新概念艺术
克雷格·欧文斯在1980年的论文《寓言冲动：迈向后现代主义理论》（The Allegorical Impulse: Toward a Theory of Postmodernism）中，将寓言冲动的重新出现视为后现代艺术的特征。这种冲动可以在谢莉·莱文和罗伯特·隆戈等艺术家的挪用艺术中看到，因为“寓言意象是适当的意象”。挪用艺术揭穿了现代主义关于艺术天赋和独创性的观念，比现代艺术更加矛盾，既树立又颠覆意识形态“既批判又共谋”。

### 新表现主义
1970年代末和1980年代初向传统雕塑和绘画艺术形式的回归，例如新表現主義画家如格奥尔格·巴泽利茨和朱利安·許納貝等艺术家的作品，被描述为一种后现代趋势，也是后现代时代最早的清晰连贯的运动之一。然而，它与商业艺术品市场的紧密联系引起了质疑，无论是对于它作为后现代运动的地位还是对后现代主义本身的定义。哈尔·福斯特称，新表现主义是美国里根-布什时代的与保守文化的政治同谋。菲利克斯·伽塔利拒绝承认“在德国被称为‘新表现主义’的大型促销活动”（作为“通过宣传来自我维持的时尚”的例子），他认为这是“证明后现代主义不过是现代主义的最后喘息而已”的过于简单的方式。这些对新表现主义的批评表明，在观念和女权主义艺术实践系统地重新评估现代艺术的同一时期，金钱和公共关系维持了美国当代艺术世界的信誉。

### 对机构的批评
马塞尔·布达埃尔、丹尼尔·布伦和汉斯·哈克的作品对艺术机构（主要是博物馆和美术馆）提出了批评。

### 21世纪晚期的现代主义绘画和雕塑

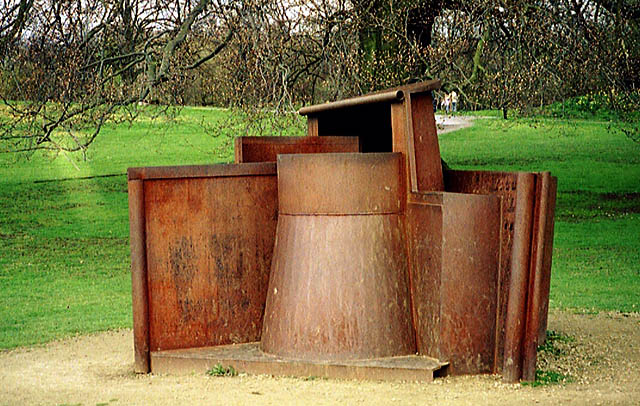
安东尼·卡洛，1996年
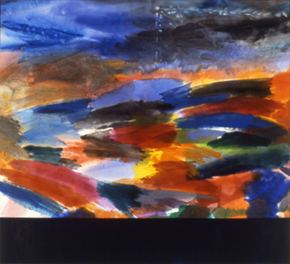
罗尼·兰德菲尔德（英语：Ronnie Landfield），1999年
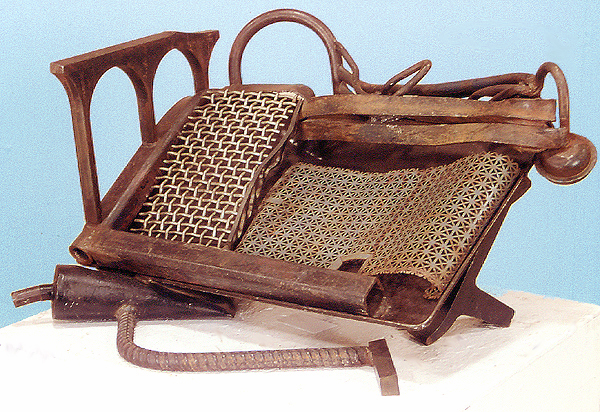
瑞安·麦考特（英语：Ryan McCourt），2002
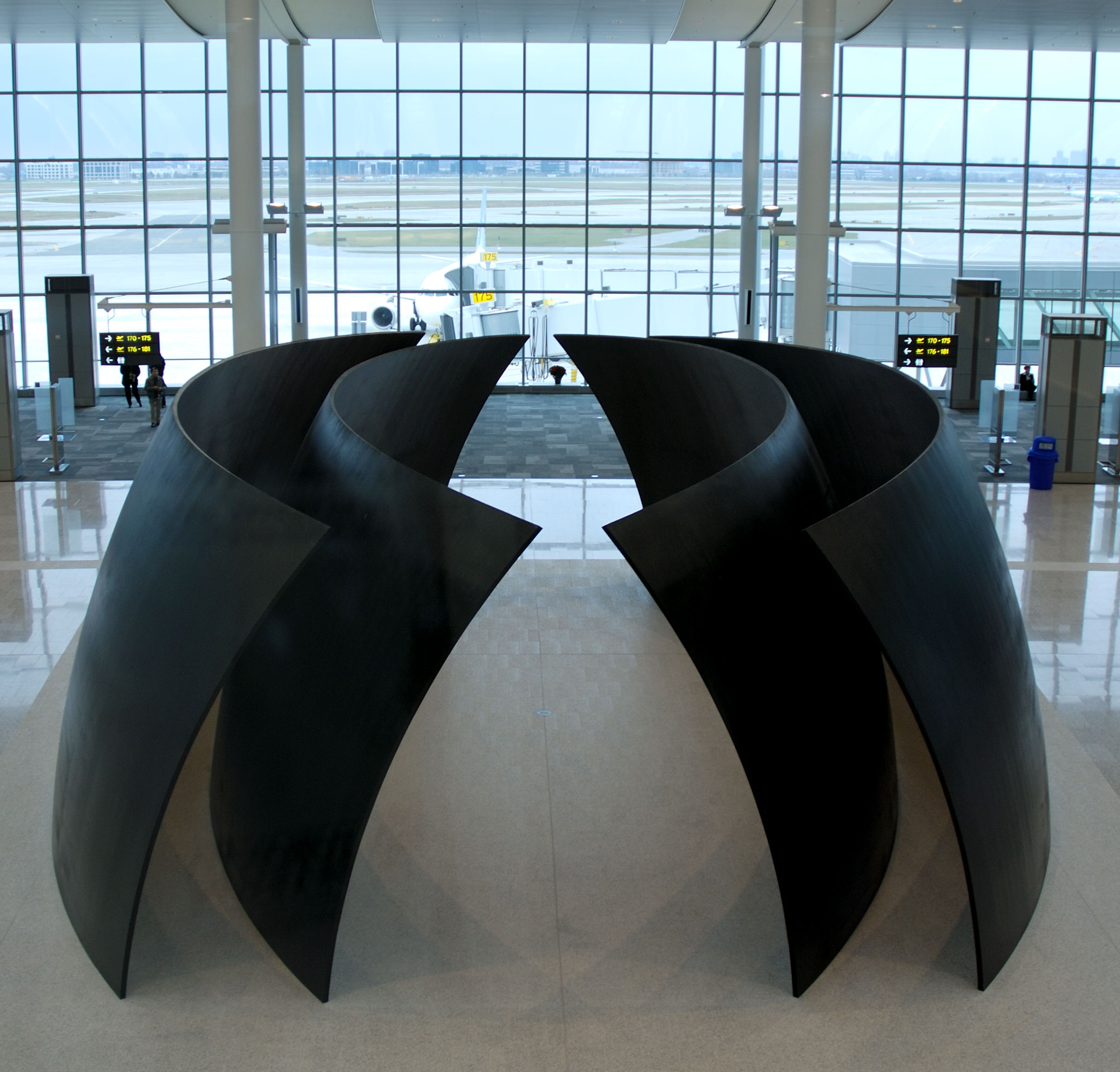
里查·塞拉，2006年
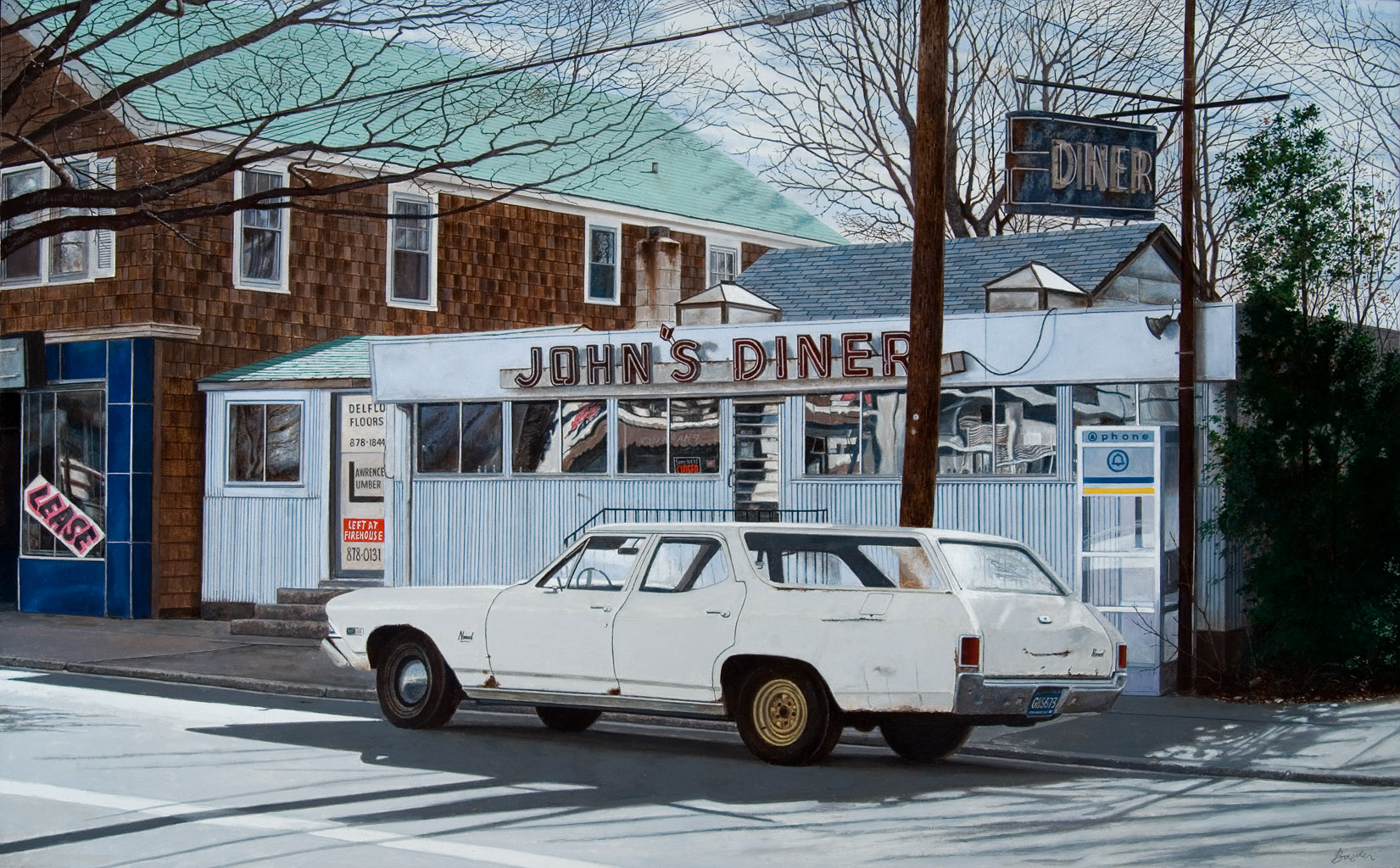
約翰·貝德爾（英语：John Baeder），2007年
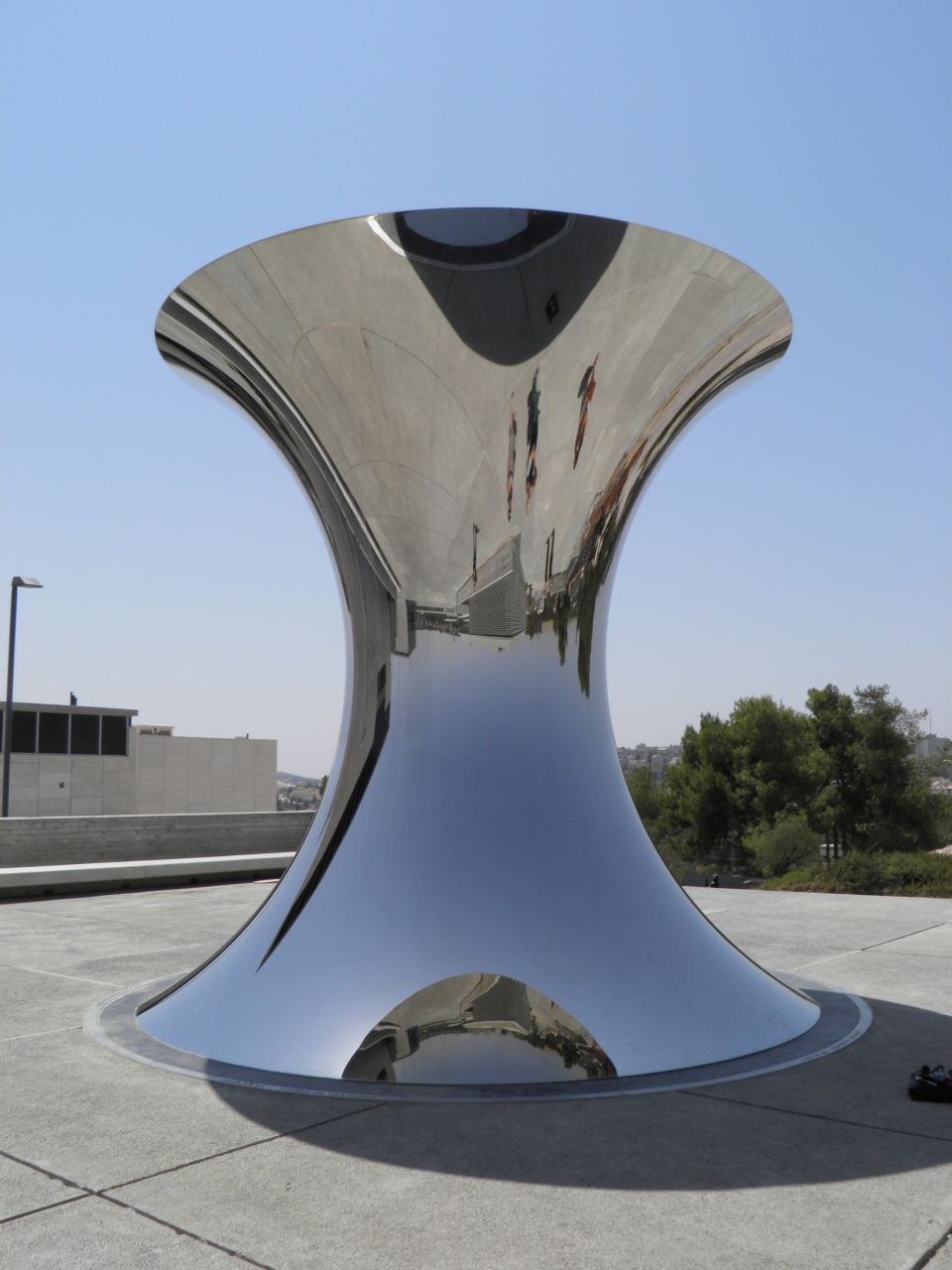
安尼施·卡普尔，2008年

 在21世纪初，当代绘画、当代雕塑和当代艺术总体上以几种连续的方式继续存在，其特征是多元理念。当今，绘画、雕塑、当代艺术和当代艺术批评中的“危机”是由多元化引起的。关于这个时代的代表风格，没有共识，也没有必要有。“什么都可以”的态度占了上风；结果形成“一切都在发生”和“什么也没发生”的综合症；这造成了美学上的交通拥堵，方向不牢固且不清晰，艺术公路上的每个车道都已满载。因此，尽管有各种各样的风格和审美气质，但市场会评判其优劣，仍有人继续创作出伟大而重要的艺术品。弗兰克·斯特拉于1984年的《懒惰的科学》（Lascienza della pigrizia）是斯特拉从二维过渡到三维的一个例子，也是晚期现代主义的一个很好的例子。
硬边绘画、几何抽象、挪用、超真实、照相寫實主義、表现主义、極簡主義、抒情抽象、波普藝術、奥普艺术、抽象表現主義、色域绘画、单色画、新表現主義、拼貼畫、跨媒体绘画、集合画、数字绘画、后现代油画、新达达主义油画、异形画布油画、环境壁畫、传统人物画、風景畫、肖像画是21世纪初绘画界的一些仍在持续的方向。1990年代和21世纪初的新欧洲绘画，葛哈·李希特、布拉查·艾汀格和吕克·图伊曼斯等画家，开启了一场复杂而有趣的，一方面与美国的色域和抒情抽象，另一方面与喻形性（figurality）的对话。